# 124450 Shyamalan
124450 Shyamalan è un asteroide della fascia principale. Scoperto nel 2001, presenta un'orbita caratterizzata da un semiasse maggiore pari a 2,3504958 au e da un'eccentricità di 0,2422184, inclinata di 10,66959° rispetto all'eclittica.